# Radio definida por software

Concepto de Radio definida por software

Radio definida por software o SDR ( del Inglés Software Defined Radio) es un sistema de radiocomunicaciones donde varios de los componentes típicamente implementados en hardware (mezcladores, filtros, moduladores/demoduladores, detectores, etc) son implementados en software, utilizando un ordenador personal u otros dispositivos de computación embebidos. Aunque el concepto de SDR no es nuevo, la reciente evolución de la circuitería digital ha hecho posible desde el punto de vista práctico muchos de los procesos que tiempo atrás eran solamente posibles desde un punto de vista teórico.
Un aparato SDR básico puede estar conformado por una ordenador equipado con una tarjeta de sonido u otro conversor analógico- digital, precedido de algún adaptador de radiofrecuencia (RF). Una gran parte del procesamiento de las señales se realiza en procesadores de propósito general, en lugar de utilizar un hardware de propósito específico. Esta configuración permite cambiar los protocolos y formas de onda simplemente cambiando el software.
La SDR es de gran utilidad tanto en los servicios de telefonía celular como en el ámbito militar, pues en ambos casos se manejan varios protocolos en tiempo real, que cambian casi constantemente según se necesite.
A largo plazo, se prevé que las emisoras definidas por software se conviertan en la tecnología dominante en las radiocomunicaciones, pues es la vía que permite llegar a la radio cognitiva. La idea de la SDR es que un mismo dispositivo programable pueda hacer lo que hace un transceptor de radio, un aparato de bluetooth o cualquier otro aparato que funcione con ondas radioeléctricas.

## Historia

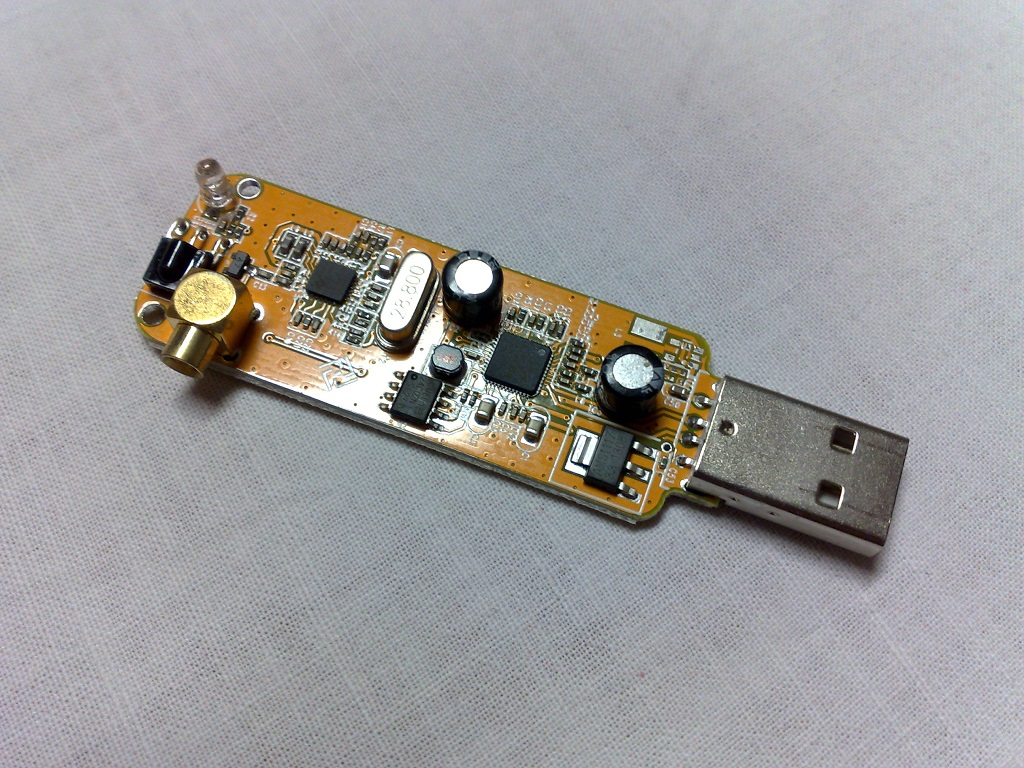
Interior de un dongle USB DVB-T de bajo costo que usa un Realtek RTL2832U (IC cuadrado a la derecha) como controlador y un Rafael Micro R820T (IC cuadrado a la izquierda) como sintonizador.

Antiguamente los equipos receptores y transmisores de radiocomunicaciones eran equipos construidos con componente electrónicos que constituían la etapa de radiofrecuencia, la de frecuencia intermedia, la de detección y el amplificador de baja frecuencia, etc. En los años 80 se introdujeron los microprocesadores para controlar funciones internas y para aportar nuevas prestaciones, también se introdujo la posibilidad de controlar los equipos de radio a través de un ordenador añadiendo al equipo de radio varios puertos de comunicación para su conexión a un ordenador.
En la década de los 90 se empezaron a desarrollar los chips DSP o Procesadores Digitales de Señal, los cuales permitían mediante técnicas digitales realizar filtros passabajos y de supresión de ruido. A pesar de estos adelantos todavía se trataba de "emisoras hardware".
Fue a mediados de los años 90 cuando Pieter Ibelings en Atlanta Georgia N4iP y por otro lado Joseph Mitola III desde otra latitud empezaron a investigar y desarrollar un nuevo concepto de equipos de radiocomunicación denominado SDR (Software Defined Radio), creando los equipos de radio definidos por software. Pieter Ibelings desarrollo el primer prototipo SDR IQ en su compañía www.rfspace.com .
A partir de este concepto se han definido varias iniciativas públicas de radio por software como la FLEX-5000, la GNU Radio, la HPSDR (High Performance Software Defined Radio), etc.
Esta evolución en la tecnología dio lugar, unos años más tarde, al desarrollo de la Radio Cognitiva. La Radio Cognitiva es capaz de hacer que el emisor y el receptor decidan automáticamente la frecuencia en la cual trabajarán, teniendo en cuenta la mejor opción en cada momento. A partir de este modo se obtiene una mejora en el aprovechamiento del ancho de banda.

## Concepto
Se entiende como transceptor de radio cualquier tipo de dispositivo de conexión inalámbrica que transmite o recibe señales de radiofrecuencia (RF) del espectro electromagnético con el fin de transferir información. Tradicionalmente un transceptor de radio se basaba en un hardware y solamente se podía modificar físicamente. Este hecho se veía reflejado en un mayor coste de producción y una baja flexibilidad. La tecnología SDR, en cambio, tiene algunos de sus componentes definidos y funcionando mediante software, teniendo en cuenta que existen componentes, externos al ordenador, que no podrán ser definidos por software.
La tecnología SDR permite emitir y recibir en múltiples canales al mismo tiempo, es decir, un aparato SDR es capaz de identificar el flujo de datos del software con el que está estableciendo conexión y realizar múltiples tareas a la vez. En consecuencia, la tecnología SDR proporciona un entorno más eficiente, modificable y flexible, puesto que modificando o sustituyendo sus programas de software, o añadiendo otros nuevos, se consigue cambiar sus funcionalidades. Este hecho permite especializar la SDR para cada usuario dependiendo de sus necesidades.

## Arquitectura
Un equipo SDR contiene una serie de bloques básicos en su arquitectura que se pueden clasificar en tres secciones elementales: la sección de RF, la sección de FI y la sección de banda base.

### Recepción
La sección de RF es responsable de la recepción de la señal en la frecuencia de envío. La recepción de la señal se capta a través de la conexión del Front End con la antena mediante circuitos electrónicos especializados para garantizar la óptima transferencia. A continuación la señal se amplifica y mediante un mezclador se convierte a la frecuencia intermedia a la que queremos procesar, teniendo en cuenta, en algunas aplicaciones no es necesario convertir la señal a una frecuencia intermedia y la señal de radiofrecuencia se muestrea directamente mediante el convertidor analógico a digital (después de la amplificación).
En la sección de FI encontramos las conversiones de analógico a digital. También contiene el filtraje, demodulación y cualquier otro proceso de la señal que sea necesario. La señal recibida del Front End entra en el conversor A/D donde se digitaliza y pasa al DDC el cual lo procesa y lo demodula para proporcionar la señal al procesador base. En el caso de que se desee extraer la señal audio después de transformar la señal en analógica se pasa al circuito correspondiente
Finalmente encontramos la sección de banda base donde hay el procesador encargado de extraer la información deseada, hay que destacar que podrá extraer varias señales que estén contenidas dentro del espectro recibido permitiendo la recepción simultánea de varios modos. y en el caso de querer transmitir la información a otra aplicación se hace a través de un puerto de comunicación de datos.

### Emisión
Primero se encuentra la sección de banda base donde está el procesador encargado de tratar la información recibida a través del puerto/s de comunicación de datos, hay que destacar que procesador base podrá tratar distintas señales generando una señal compuesta permitiendo la transmisión simultánea de varios modos.
La sección de FI contiene el filtraje, modulación y cualquier otro proceso de la señal que sea necesario de la señal recibida de la banda base, pasando finalmente al conversor digital analógico para proporcionar una señal analógica a la sección de RF.
La sección de RF es la responsable de la transmisión de la señal en la frecuencia de envío. La señal proveniente de la sección de frecuencia intermedia se mezcla con la señal del oscilador local y se convierte a la frecuencia que se va a transmitir, luego se amplifica y se aplica a la antena mediante circuitos electrónicos adecuados para garantizar una óptima transferencia.

## SDR mediante PC, teléfono móvil o tableta
Hay que mencionar que la base del procesador de la SDR puede consistir simplemente de un ordenador (PC) equipado con una tarjeta de sonido o algún otro tipo de convertidor analógico digital. Actualmente existen programas que funcionan en un teléfono móvil o una tableta con un conector OTG o bien por Bluetooth.
El SDR, sirve principalmente para corregir y ahorrar las antenas antiguas.